# Skalistaja, gora (berg i Antarktis, lat -79,02, long -28,03)
Skalistaja, gora är ett berg i Antarktis. Det ligger i Östantarktis. Argentina och Storbritannien gör anspråk på området. Toppen på Skalistaja, gora är 538 meter över havet.
Terrängen runt Skalistaja, gora är kuperad åt sydost, men åt nordväst är den platt. Trakten är obefolkad. Det finns inga samhällen i närheten.